# Чакабуко (бронепалубный крейсер)
Бронепалубный крейсер «Чакабуко» — крейсер чилийских ВМС начала XX века. Построен британской верфью Армстронга в единственном экземпляре. Являлся воспроизведением крейсера «Такасаго», ранее построенного на той же верфи для японского императорского флота, принадлежал к так называемым «элсвикским» крейсерам, строившимся на экспорт британской компанией Sir W.G. Armstrong & Company.

## Проектирование и постройка
Проектом «Чакабуко» компания «Армстронг» продолжила свою политику закладки экспортных крейсеров без конкретного заказчика. При спуске на воду крейсер получил временное название «4 июля», что породило предположения о предназначении нового корабля для ВМС США. В дальнейшем Уильям Армстронг предлагал корабль ВМС Италии, в числе возможных заказчиков фигурировали также Япония и Турция. Цена, назначенная за крейсер, была нереально низкой, поэтому предполагались и другие покупатели. Тем не менее, хотя «Чакабуко» вышел на первые испытания 4 мая 1899 года, продажа корабля состоялась значительно позже. В январе 1902 года «4 июля» был приобретён Чили и получил название «Чакабуко». В дальнейшем крейсер прошёл полный цикл испытаний и 29 апреля 1902 года был передан заказчику.